# Gare de Corbie
La gare de Corbie est une gare ferroviaire française de la ligne de Paris-Nord à Lille, située sur le territoire de la commune de Corbie (à 700 mètres du centre-ville), dans le département de la Somme, en région Hauts-de-France.
C'est une gare de la Société nationale des chemins de fer français (SNCF), desservie par des trains régionaux (TER).

## Situation ferroviaire
Établie à 34 mètres d'altitude, la gare de Corbie est située au point kilométrique (PK) 139,438 de la ligne de Paris-Nord à Lille, entre les gares de Daours et d'Heilly.

## Histoire

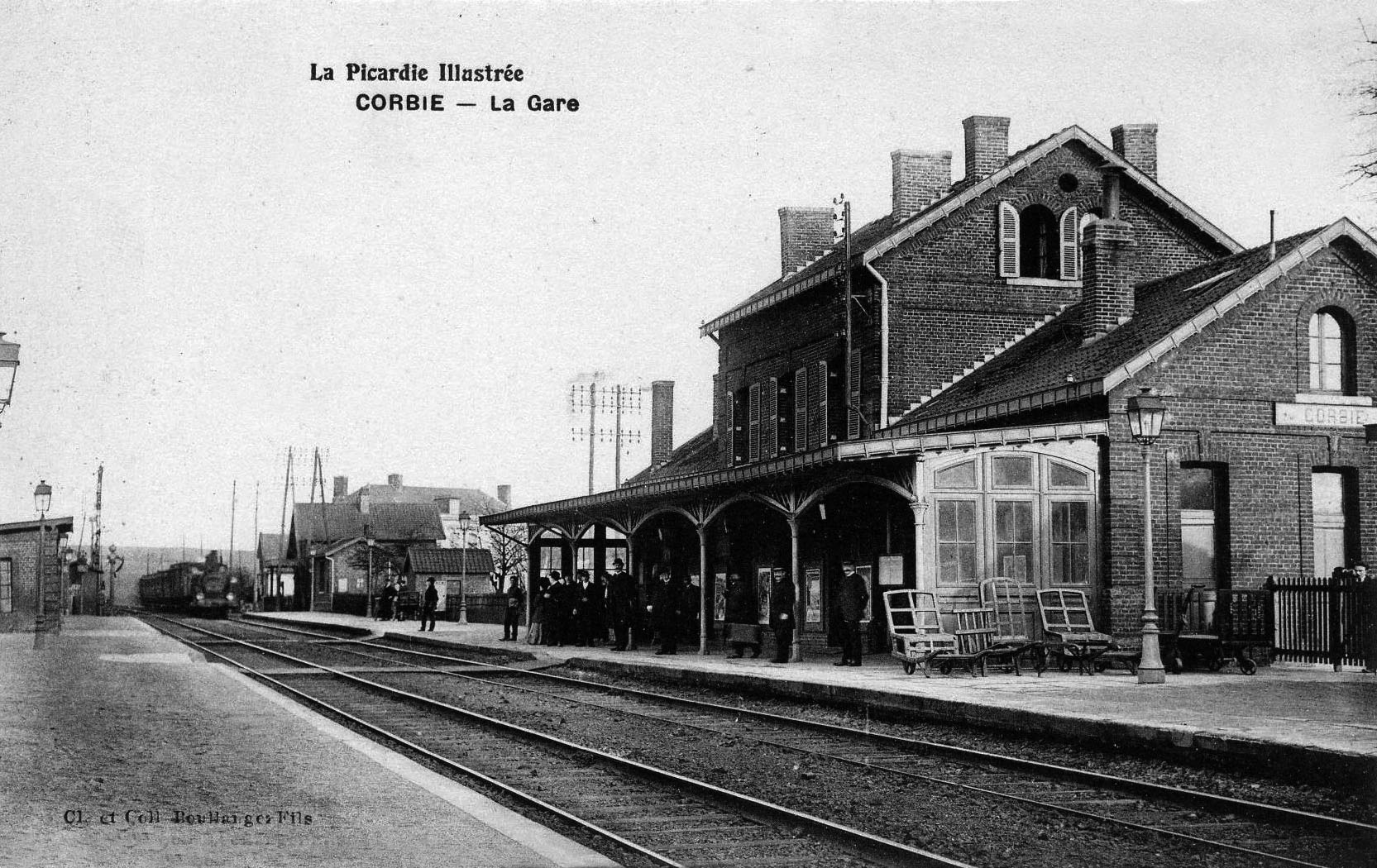
Voies, quais et bâtiment voyageurs, vers 1900.

La « station de Corbie », est officiellement mise en service le 21 juin 1846 par la Compagnie des chemins de fer du Nord, lorsqu'elle ouvre à l'exploitation sa ligne de Paris à Lille et Valenciennes. Elle est établie entre les stations d'Amiens et d'Albert, à environ 163 kilomètres de Paris,,.
Le premier bâtiment est provisoire ; il est construit en dur en 1867. Remanié une première fois trente ans après, il a été agrandi en 1933 afin de mieux correspondre aux besoins.
À l'occasion de l'électrification de cette partie de la ligne de Paris-Nord à Lille en 1956, le plan des voies a été remanié avec création, le 1er septembre 1957, de voies de garage dans chaque direction, parcourables à 30 km/h et longues de 850 mètres. Les postes d'aiguillages ont été également remplacés en octobre 1957 par un poste d'aiguillage tout relais à transit souple (PRS) commandant, à l'époque, 31 itinéraires.
Le 11 décembre 2011, la mise en place du cadencement entraîne la suppression du statut de gare terminus pour certains trains régionaux (TER) en provenance d'Amiens. Cependant, le nombre de trains desservant Corbie augmente de 7 %, et elle devient alors un arrêt systématique sur la liaison TER Amiens – Lille.

## Patrimoine ferroviaire
La halle à marchandises, désaffectée du service ferroviaire, a été reconvertie pour les besoins de la déchèterie de Corbie, qui a été créée sur le site.

## Fréquentation
De 2015 à 2023, selon les estimations de la SNCF, la fréquentation annuelle de la gare s'élève aux nombres indiqués dans le tableau ci-dessous.
| Année                      | 2015    | 2016    | 2017    | 2018    | 2019    | 2020    | 2021    | 2022    | 2023    |
| -------------------------- | ------- | ------- | ------- | ------- | ------- | ------- | ------- | ------- | ------- |
| Voyageurs                  | 364 008 | 351 568 | 350 076 | 347 950 | 362 926 | 273 972 | 309 580 | 361 868 | 398 540 |
| Voyageurs et non voyageurs | 455 010 | 439 460 | 437 596 | 434 938 | 453 658 | 342 465 | 386 975 | 452 335 | 498 175 |

## Service des voyageurs

### Accueil

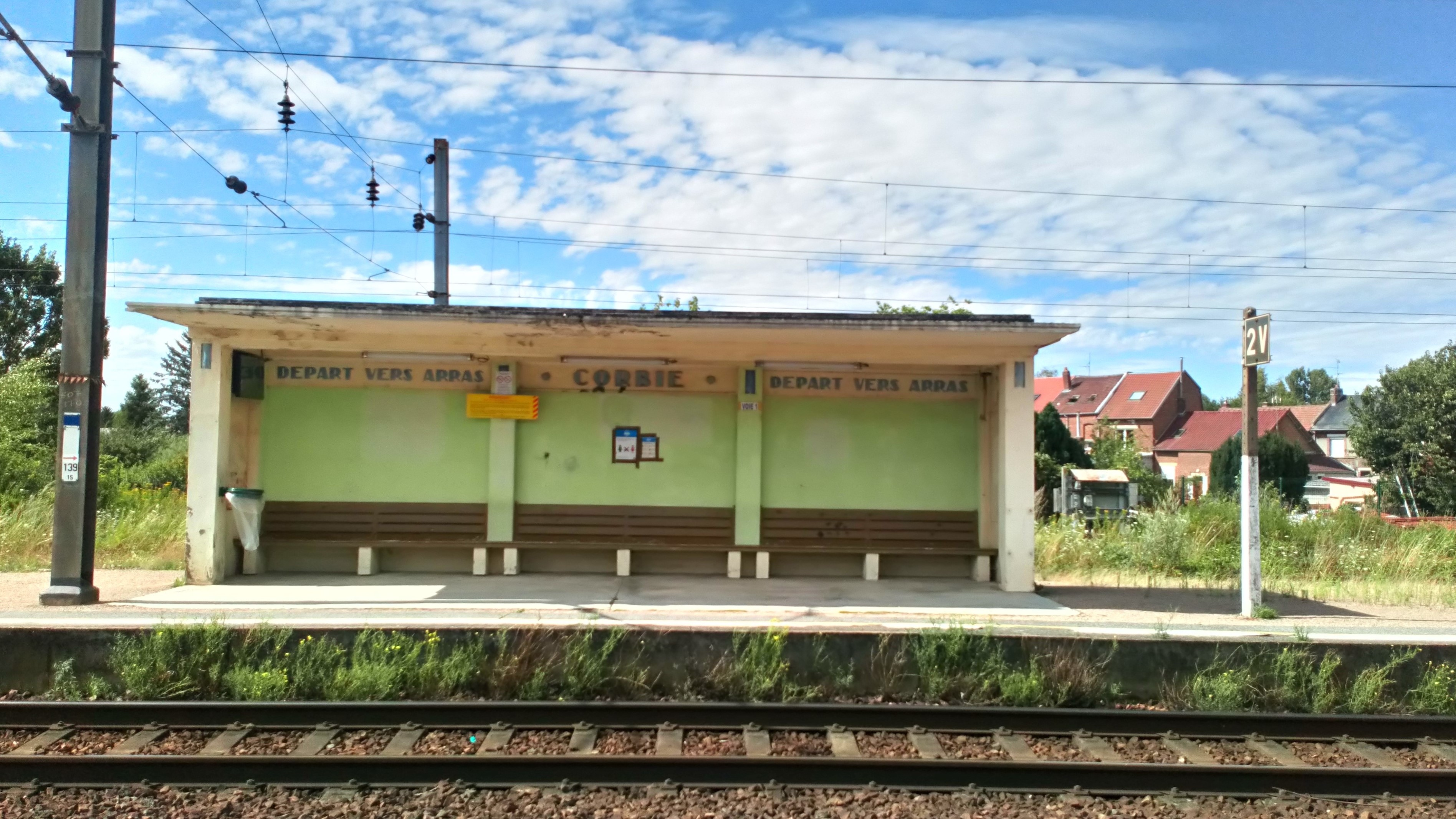
Abri du quai en direction de Lille.

Gare de la SNCF, elle dispose d'un bâtiment voyageurs, avec guichet, ouvert du lundi au samedi et fermé les dimanches et jours féries. Elle est équipée d'un automate pour l'achat de titres de transport. Elle fait partie du dispositif « Accès TER », visant à faciliter le cheminement des personnes à mobilité réduite.
Un souterrain permet la traversée des voies, et le passage d'un quai à l'autre.

### Desserte
Corbie est desservie par des trains TER Hauts-de-France, qui effectuent des missions :
- semi-directes entre Rouen, ou surtout Amiens, et Lille (lignes K44 et K45) ;
- omnibus entre Abbeville, ou surtout Amiens, et Albert, voire Arras (lignes P21 et P22).

### Intermodalité
Un parc pour les vélos et un parking sont aménagés à proximité de la gare.
Par ailleurs, en complément de la desserte ferroviaire, circule — tôt le matin, les jours ouvrés — un autocar TER Hauts-de-France, qui relie la gare d'Albert à la gare routière d'Amiens (voisine de sa gare ferroviaire), via Corbie (arrêt situé rue Jean-Jaurès).

## Service des marchandises
Cette gare est ouverte au service de fret, uniquement par train massif, en étant gérée à distance.